# Marie Camargo

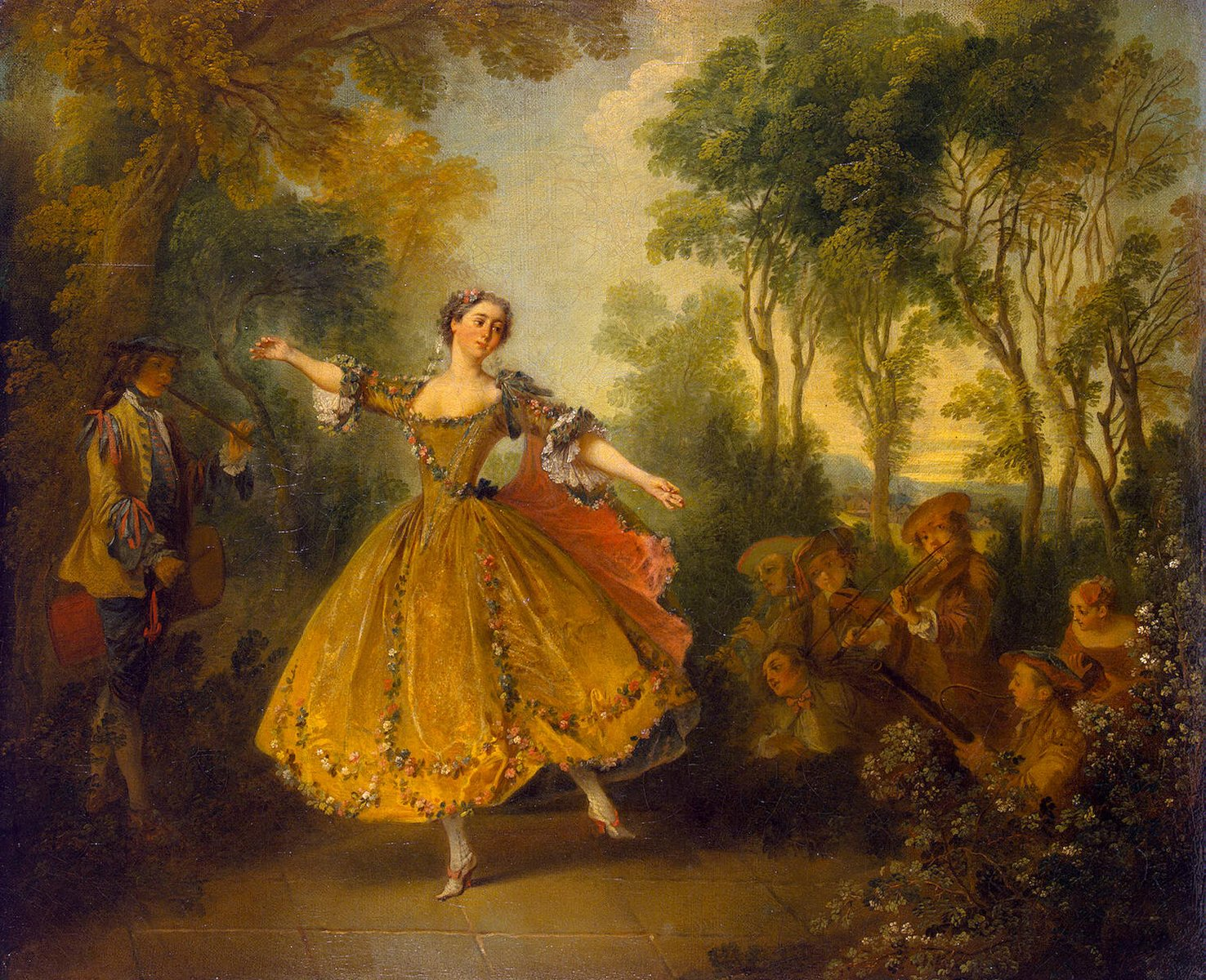
La Camargo (målning av Nicolas Lancret cirka 1730)

Marie Camargo, kallad La Camargo, född 15 april 1710 i Bryssel, död 28 april 1770 i Paris, var en fransk ballerina av påstådd spansk härkomst.
Camargo vann världsrykte genom sin temperamentfulla och teknisk skickliga dans. Hon förändrade balettskon och var en av personerna som införde den korta balettkjolen nästningen eller tutun som den numera kallas, samt uppfann danssteget entrechat.